# Уэст, Сонни
Делберт Брайант Уэст — младший (англ. Delbert Bryant West Jr., 5 июля 1938 — 24 мая 2017), более известный как Сонни Уэст, — друг и телохранитель певца Элвиса Пресли вместе со своим двоюродным братом Редом Уэстом в течение шестнадцати лет в составе свиты Элвиса в доме Элвиса в Мемфисе Грейсленд, которая стала известна как Мемфисская мафия.
Его родители были родом из Понтотока, штат Миссисипи, недалеко от Тьюпело, родного города Элвиса Пресли. Уэст был одним из двух сыновей и пяти дочерей. И Уэст, и Элвис выросли в разных малообеспеченных проектах в Мемфисе, штат Теннесси, и, хотя жили недалеко друг от друга, друзьями в детстве не являлись. До и после смерти Элвиса Уэст написал несколько книг и публично выступал на конвенциях и собраниях, связанных с Элвисом, рассказывая о своей работе на Пресли и их отношениях.

## Работа с Элвисом
Двоюродный брат Уэста, Ред Уэст, работал у Элвиса компаньоном, водителем и телохранителем с 1955 года. Уэст познакомился с Элвисом в 1958 году на роликовом катке. После увольнения из ВВС США в качестве лётчика третьего класса (E-2) Уэст, работавший мастером по ремонту стиральных машин и сушилок, с 1960 по 1976 год работал у Элвиса телохранителем.
В декабре 1970 года Уэст женился на своей жене Джуди Джордан, актрисе из шоу Джеки Глисона. Элвис был шафером, а Присцилла Пресли, тогдашняя жена Элвиса, выступала в качестве почётной матроны.
В июле 1976 года отец Элвиса, Вернон Пресли, уволил телохранителей Пресли Сонни Уэста, Рэда Уэста и Дэвида Хеблера, что было описано как мера по сокращению расходов, но, по слухам, было вызвано беспокойством по поводу увеличения потребления Пресли и зависимости от различных отпускаемых по рецепту лекарств, а также судебными исками против Пресли из-за методов безопасности, которые привели к травмам фанатов.
21 декабря 1970 года Олли Аткинс сфотографировал Пресли, Уэста и инсайдера Элвиса Джерри Шиллинга в Белом доме с Ричардом Никсоном.
В июле 1977 года телохранители во главе с Уэстом созвали пресс-конференцию, приуроченную к выходу их книги под названием «Элвис: что случилось?» (Elvis: What Happened?), что, по их утверждению, было скорее дружеской просьбой к Элвису изменить отношение к наркотикам, а не просто попыткой заработать деньги. Книга разошлась тиражом более трёх миллионов экземпляров. Пресли умер всего через две недели после публикации мемуаров, что способствовало общественному интересу и продажам книги. Фрагменты фильма с оригинальной пресс-конференции, рекламирующей книгу, всё ещё существуют.

## Дальнейшая жизнь
Уэст и его жена управляли компанией, которая разводила арабских лошадей. Позже Уэст разработал и изготовил ювелирные изделия. В 1982 году Уэст был начальником службы безопасности в кантри-туре Salem Country Gold ‘82. Он вёл местное радиошоу в Мемфисе на канале WMRO. В последние годы жизни Уэст был продюсером и снялся в шоу под названием «Воспоминания об Элвисе: Вечер с Сонни Уэстом».

## Смерть
В апреле 2012 года у Уэста был диагностирован рак миндалин 4-й стадии, который был успешно вылечен, но позже рецидивировал. Позже он также страдал от рака лёгких, болезней сердца и пневмонии. Он был госпитализирован в октябре 2016 года и оставался там до тех пор, пока не умер восемь месяцев спустя, 24 мая 2017 года, за два месяца до своего 79-летия.
В интервью в больнице в конце 2016 года Уэст сказал изданию Inside: «Я не хочу оставлять свою семью без гроша в кармане, оставлять их ни с чем. Я просто хочу вернуться туда, где я смогу нести ту любовь, которая мне нужна». Перед своим последним диагнозом он сказал: «Я чувствовал себя хорошо, был амбициозен, ездил по всему миру с концертами (мой трибьют Элвису), развлекал людей».
Медицинские счета, как его собственные, так и из-за рака молочной железы его жены, вынудили Уэста продать некоторые из своих памятных вещей Элвиса в качестве частичной оплаты, но ему и его жене всё равно грозило лишение права выкупа и выселение из их дома в Хендерсонвилле, штат Теннесси. Его сын основал страницу Gofundme, чтобы попытаться помочь.
Уэст был похоронен со всеми воинскими почестями в саду памяти Крествью в Галлатине, штат Теннесси. У него остались жена Джуди, сын Брайан, дочь Алана и внук Тристен.
Менее чем через два месяца после смерти Сонни, 18 июля 2017 года, его двоюродный брат Ред Уэст скончался в баптистской больнице в Мемфисе в возрасте 81 года после перенесённой аневризмы аорты.